# Shep Pettibone
Pour les articles homonymes, voir Pettibone.
Shep Pettibone, né Robert E. Pettibone Jr. le 10 Juillet 1959 à Ocean Grove dans le New Jersey, est un producteur de musique, remixeur, compositeur et DJ américain, particulièrement prolifique dans les années 1980.
Sa contribution à la musique club des années 1980 est tellement étendue qu'on ne peut la lister entièrement. Il fut l'un des premiers à introduire des sonorités de house music dans la musique pop à large écoute grâce à un son hybride. Il fut également l'un des pionniers dans la création de versions multiples d'une même chanson parues sur un même single. On appelle cela un remix. C'est aujourd'hui devenu une pratique standard dans le marché du disque, notamment pour les différents formats pour les radios ou pour les marchés internationaux, qui peuvent avoir différentes préférences en ce qui concerne le style de musique.
Ses productions les plus célèbres sont ses remixes et ses collaborations avec Madonna. Les plus notables sont les titres Express Yourself et Vogue (no 1 un peu partout dans le monde) et l'album Erotica (voir la discographie de Madonna). Leur collaboration s'éteint en 1994.
Shep Pettibone est propriétaire d'un night club et d'un hôtel à Asbury Park dans le New Jersey et a investi sa fortune dans l'immobilier.

## Discographie partielle

### Remixes
- Depeche Mode - Behind the Wheel
- Duran Duran - I Don't Want Your Love
- Erasure - Chains Of Love
- George Michael - Hard Day
- Kim Wilde - You Came
- Level 42
  - Lessons In Love
  - Something About You
- Loleatta Holloway - Love Sensation
- Madonna
  - Deeper and Deeper
  - Into the Groove
  - Rescue Me
  - True Blue
  - Express Yourself
  -  Keep It Together
  - Vogue
- New Order
  - Bizarre Love Triangle
  - True Faith
- Nia Peeples - Trouble
- Nick Kamen - Each Time You Break My Heart
- Nick Scotti - Get Over
- Olivia Newton-John - The Rumour
- Paula Abdul - Knocked Out
- Pet Shop Boys - West End Girls
- Prince
- Janet Jackson
  - Miss You Much
  - Rhythm Nation
  - Escapade
  - Alright
  - Love Will Never Do (Without You)
  - State of the World
  - Glam Slam
  - Hot Thing
- Sharon Redd - Can You Handle It
- The Latin Rascals - Don't Let Me Be Misunderstood
- Will To Power - Fading Away

### Productions
- Madonna, Erotica (album)
- Taylor Dayne, Soul dancing (album)
- Cathy Dennis, Into The Skyline (album)